# Bessenyei Sándor
Bessenyei Sándor (nagybesenyői) (? – Kelinc, 1809. február 24.) magyar királyi testőr, költő.

## Élete
Bessenyei György író testvére, 1764. március 29. már a testőrségnél találjuk őt; 1773. április 27. kapitányi ranggal átlépett a Leopold herceg nevét viselő ezredbe, s előbb a bajor örökösödési háborúban, 1778-ban a porosz, később a török háborúban vett részt; e hadjárat végeztével nyugalomba vonult a Szabolcs megyei Kelinc nevű szigetecskére.

## Munkái
Az elveszett paradicsom és a visszanyert paradicsom négy könyvben. Milton után franciából, ford. Kassa, 1796. Két kötet. (2. címlapos kiadás. Uo. 1817. 3. k. Debrecen, 1866. Ism. Figyelő 1871. 26. 27. sz. Újra kiadva, Debrecen. 1874. Két részben.)
Levele, Tokaj, február 11. 1798. (Zalai Közlöny 1883. 13–15. sz.)
Írt apró kísérleteket, melyeknek egy része a kassai Magyar Museumban jelent meg.